# Canthidium minimum
Canthidium minimum är en skalbaggsart som beskrevs av Edgar von Harold 1883. Canthidium minimum ingår i släktet Canthidium och familjen bladhorningar. Inga underarter finns listade.